# Felise Vaha'i Sosaia
Felise Vahai Sosaia (* 30. Juli 1999 in Mata Utu, Wallis und Futuna) ist ein französischer Leichtathlet, der sich auf den Speerwurf spezialisiert hat.

## Sportliche Laufbahn
Erste internationale Erfahrungen sammelte Felise Vahai Sosaia im Jahr 2019, als er bei den Pazifikspielen in Apia mit einer Weite von 62,41 m die Goldmedaille gewann. 2022 startete er bei den Mittelmeerspielen in Oran und gewann dort mit 76,45 m die Bronzemedaille hinter dem Portugiesen Leandro Ramos und Ihab Abdelrahman aus Ägypten. Anschließend verpasste er bei den Europameisterschaften in München mit 74,70 m den Finaleinzug. Im Jahr darauf siegte er mit 82,04 m beim Maurie Plant Meet – Melbourne sowie mit 79,85 m beim Brisbane Track Classic. Im Juni wurde er bei der 1. Liga der Team-Europameisterschaft im Rahmen der Europaspiele in Chorzów mit 69,50 m 13. Im August schied er bei den Weltmeisterschaften in Budapest mit 74,80 m in der Qualifikationsrunde aus und im Dezember gewann er bei den Pazifikspielen in Honiara mit 71,96 m die Silbermedaille hinter dem Australier Nash Lowis.
2022 wurde Vahai Sosaia französischer Meister im Speerwurf.